# Ardisia dasyrhizomatica
Ardisia dasyrhizomatica är en viveväxtart som beskrevs av Cheng Yih Wu och C. Chen. Ardisia dasyrhizomatica ingår i släktet Ardisia och familjen viveväxter. Inga underarter finns listade i Catalogue of Life.